# Васильевка (Чаинский район)
Васильевка — село в Чаинском районе Томской области России. Входит в состав Коломинского сельского поселения. Население 19 чел. (2021) .

## География
Находится в центральной части региона, в лесной местности у р. Чемодаевка.
Климат
Находится на территории, приравненной к районам Крайнего Севера.

## История
Возник в 1930-е годы как спецпереселенческий поселок Васильевский. По данным на 1938 г. посёлок относился к Коломинской поселковой комендатуре, в нём размещалось 62 семьи спецпереселенцев, в том числе 78 мужчин, 85 женщин и 121 ребёнок до 16 лет.
В соответствии с Законом Томской области от 10 сентября 2004 года № 205-ОЗ село вошло в состав образованного муниципального образования Коломинское сельское поселение.

## Население
| 1938 | 1940 | 1956 | 1995 | 1996 | 1997 | 1998 | 1999 | 2002 |
| ---- | ---- | ---- | ---- | ---- | ---- | ---- | ---- | ---- |
| 284  | ↗466 | ↘273 | ↘91  | ↗95  | ↘80  | ↘77  | ↗81  | ↘59  |
| 2010 | 2012 | 2013 | 2014 | 2015 | 2021 |      |      |      |
| ↘35  | ↘34  | ↗36  | ↘35  | ↘34  | ↘19  |      |      |      |

Национальный состав
Согласно результатам переписи 2002 года, в национальной структуре населения русские составляли 93 % из общей численности населения в 59 человек.

## Инфраструктура
Личное подсобное хозяйство.

## Транспорт
Просёлочная дорога в пос. Галевка.